# Narciso de Gerona
Narciso (en catalán: Narcís) fue un obispo de Gerunda (hoy Gerona), martirizado junto al diácono Félix en el siglo IV. Su vida aparece narrada en varios martirologios, como el de Usuardo y el de Equilino. Según estas fuentes (llenas de datos fabulosos y de contradicciones), Narciso nació en Gerunda en el seno de una familia noble de la ciudad. Convertido en predicador, él y su diácono Félix visitaron la región de los Alpes y Alemania. Se instaló en Augsburgo, donde convirtió a la prostituta Afra y otras mujeres de su burdel. De vuelta a Gerunda, ciudad de la que se le supone obispo, fue martirizado junto a su diácono y a otros muchos fieles en el mismo lugar donde posteriormente se levantó la iglesia de San Félix. 
Seguramente el Narciso de Augsburgo sea un santo distinto del de Gerona y su identificación se deba a la confusión de dos personajes homónimos.
Las leyendas de San Narciso.

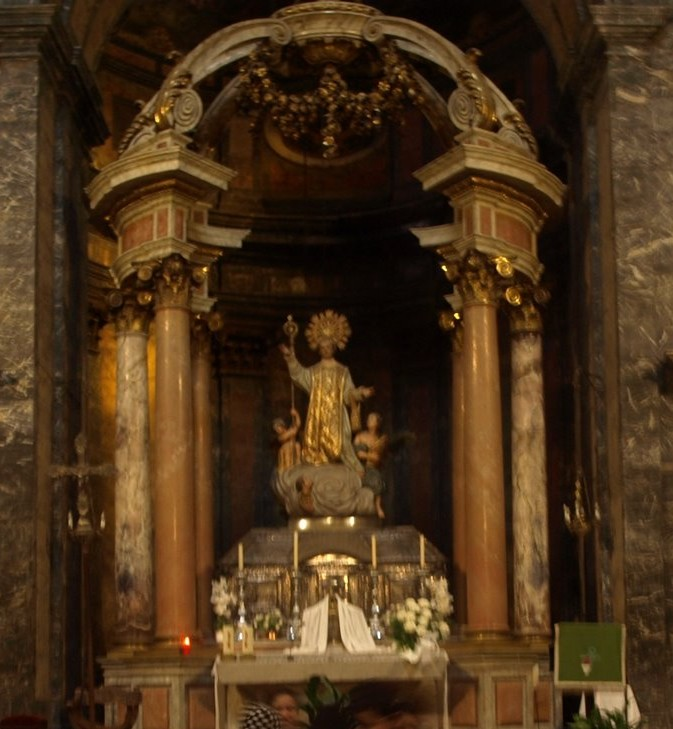
Capilla de San Narciso en la iglesia de San Félix (Gerona). En este altar se conserva la urna con los restos del santo.

Entre las leyendas que se le atribuyen al Santo, se encuentran:

## El milagro de las moscas
San Narciso es conocido por el llamado milagro de las moscas, insectos que, además, constituyen su atributo iconográfico más reconocible. En 1285, durante el asedio a Gerona de las tropas de Felipe III de Francia, del sepulcro del santo surgieron una multitud de moscas que atacaron a los soldados franceses que pretendían profanar su tumba y los hicieron huir, salvando a la ciudad del dominio extranjero. 
Los teólogos de la Contrarreforma consideraron este episodio una simple leyenda y lo eliminaron de la hagiografía del santo.
En el asedio que en el año 1285 el propio rey francés Felipe III el Atrevido puso en Gerona. Durante uno de los asaltos a la ciudad los franceses ocuparon la Colegiata y algunos de los guerreros profanaron el cuerpo del Santo arrastrándolo y arrojándolo a un estercolero, de donde lo recogió un humilde carpintero gerundense que se lo llevó a casa suya y lo puso en una caja que hizo para mejor guardarlo. Huelga decir cuál sería el asombro del buen menestral cuando vio salir de un agujero de la caja un numeroso enjambre de moscas de todos colores que emprendieron la dirección del campo francés donde con sus punzadas venenosas causaron una tan gran mortandad, que obligaron al resto del ejército a levantar el asedio ante el gran daño que se había producido y del que resultó víctima incluso el propio rey francés (9).
Este milagro parece que se repitió en 1653 cuando la ciudad fue asediada por las tropas del general Pléssis Bellière y del mariscal de Hocquincourt, los gerundenses llevaron el sepulcro del Santo a la muralla, y todo el mundo vio salir enjambres de moscas que atacaban la caballería francesa y mataban a muchas bestias y hombres (10). En 1684, cuando el asedio del mariscal del Bellefonds, los Jurados hicieron extender acta de cómo fue vista en la mano del santo una mosca verdosa, larguirucha y delgada, con una especie de listas bajo las alas. Y de nuevo en 1710, cuando los Jurados fueron a implorar protección para conjurar el peligro de un nuevo asedio, se animaron al ver cómo algunas moscas distintas de las corrientes habían aparecido en el algodón puesto en la herida de la rodilla; esto les dio confianza y ánimo, y en agradecimiento ordenaron funciones y ceremonias.
Por eso San Narciso se convirtió en el de "las moscas". A lo largo de la historia gerundense le plació manifestarse mediante estos insectos esgrimidos como un arma para dar firmeza a los gerundenses en los momentos críticos y de peligro.
Otra leyenda relacionada con las moscas dice que en 1653 estaba afincado en Valencia un francés de oficio carpintero el cual tenía como soltero un gerundense. A menudo el gabacho bromeaba con su dependiente hablándole de las moscas de San Narciso, y una vez que éste fue a Gerona a visitar a sus familiares, le pidió: "cuando vuelvas tráeme una mosca de las de San Narciso, pues deseo ver alguna, y me haré un recordatorio”. Accedió el gerundense a la impertinencia, y al ser de regreso recordó lo que maliciosamente le había pedido su patrón. Cogió la primera mosca que atrapó, la puso en una caña que tapó con un corcho, y la presentó a su amo. "Tenéis, aquí está la mosca de San Narciso", dijo el gerundense dándole el canuto. El francés le destapó, salió la mosca, fue picado en la mano y cayó como tocado por un rayo.
San Narciso fue nombrado oficialmente Protector y Patrón de Gerona en 1387 sustituyendo al que lo había sido hasta entonces, Sant Feliu. Cumplía sobradamente sus obligaciones de Patrón y Protector (11), probando que era celoso de su cargo, más por eso quería que su fiesta fuera religiosa y fielmente guardada por sus patrocinados y protegidos, y no permitía ninguna infracción. Era tradición que un panadero establecido en el Mercadal quiso trabajar la noche de su festividad, y vio cómo la pasta se le volvía de un rojo sangriento, y que no retomaba su color normal hasta que invocó al Santo prometiendo desagraviarlo. Amades precisa que este flaquero tenía su establecimiento entre plaza del Mercadal y la del Molí. Y no sólo en la ciudad, sino también en el obispado, como lo pone de manifiesto otro hecho acaecido un 29 de octubre en la villa de Perelada, en la que un molinero que quiso moler en tal día vio cómo el trigo se convertía en sarradina; cuando se comprobaron las muelas y el trigo hubo el convencimiento de que "aquello" no podía ser otra cosa que la manifestación del Santo que se empeñaba en no querer que se trabajara en su día y eso hizo que el obispo de Gerona decretara que en lo sucesivo la fiesta fuera observada en toda la diócesis.

## La huella de San Narciso ("La petjada de Sant Narcís")
La historia nos cuenta que, a finales del año 304 de nuestra era, San Narciso llegó a Gerona con su diácono San Félix, y al principio del año 305 fijó Gerona como su residencia episcopal. Según la memoria popular, el santo obispo se instaló en una casa situada entre la calle de San Narciso, hoy calle del Pou Rodó, y la calle de las Mosques. En aquel tiempo, el cristianismo iba ganando adeptos, lo cual era visto por el imperio romano como una amenaza. El emperador Diocleciano ordenó la última gran persecución contra los cristianos, en la que acabaría sufriendo martirio San Narciso, junto con su diácono San Félix. A partir de los hechos históricos nace la leyenda: en una de estas persecuciones, San Narciso ideó una treta digna del mejor agente secreto para despistar a sus perseguidores. San Narciso huyó de la casa del Pou Rodó 5 saliendo por la ventana, pero se le ocurrió dejar una huella en el sentido inverso; es decir, como si entrara en la casa y no como si saliera de ella. Al llegar a la casa sus perseguidores, vieron la huella y, deduciendo que el santo se había escondido dentro, lo buscaron y lo rebuscaron por todos los rincones de la casa, dando tiempo a San Narciso a esconderse bien lejos. Desde entonces, la huella permaneció en el alféizar de aquella ventana de la casa del número cinco de la calle del Pou Rodó 5, en el centro mismo de la mitología gerundense, tal y como recoge Joan Amades, en 1952, en su Costumari català.
A día de hoy se encuentra una escultura que hace honor a la huella a pocos pasos de la puerta frontal de la Basílica de San Félix en la esquina de la calle de las Moscas y la Calle del Pou Rodó, (antiguamente la calle de San Narcíso). actualmente la obra contiene la leyenda "toca la petjada de Sant Narcís i te'n sortirás" que quiere decir, toca la huella de San Narciso y saldrás de tus problemas.

## Estatua de la huella de Sant Narcis
La estatua que se encuentra en el barrio antiguo de la ciudad de Gerona, hace referencia a la leyenda de la huella de San Narcíso, en la estatua está la frase que dice "toca la petjada de Sant Narcís i t'en sortiràs" que quiere decir que al tocar la huella de San Narcís podrás escapar de problemáticas en las que te encuentres, fue diseñada por Aleix Adam en 2014 para Gallery Legends y esculpida por Gerard Roca en 2015. Para conocer más detalles de la estatua pase a la página de la Estatua de la huella de San Narciso

## La casa de San Narcíso de Gerona
El edificio en la calle Portal de la Barca 4, Carrer del Pou rodo 5 y calle de las Mosques, se le atribuye a la vivienda del antiguo San Narcíso, la calle del Pou rodó, antiguamente llamada Carrer de Sant Narcís, por hacer referencia al lugar donde el santo vivía y donde se le atribuían sus milagros, en la Casa se encuentra uno de los pozos más antiguos de las zonas externas de la muralla, zona en la que antiguamente los pobres habitaban ya que solía ser la zona desde donde se realizaba el asedio y defensa de la ciudad en las numerosas ocasiones que la ciudad de Gerona fue atacada. La casa actualmente es el Hotel Museu Llegendes de Gerona, que mantiene una colección de obras y esculturas tributo a Salvador Dalí debido a la fascinación del mismo con San Narciso. 

## Historia crítica
Un primer análisis histórico crítico sobre san Narciso de Gerona nace a partir de las actas del martirio de Santa Afra de Augsburgo. Lo hace el historiador y paleógrafo Manuel Mundó, Anscari, en el artículo La autenticidad del sermón de Oliba sobre San Narciso de Gerona, publicado en los Anales del Instituto de Estudios Gerundenses, en 1974. Santa Afra ya tenía unas actas de martirio en el siglo VII. En tiempos de Carlomagno se añadieron textos complementarios en los que aparecía san Narciso, su diácono Félix y la conversión de la santa. Mundó apuntó a una posible intención politicorreligiosa, para establecer, por medio del obispo Narciso, un nexo unificador entre las sedes episcopales de las marcas más alejadas del imperio francoː Augsburgo y Gerona. A principios del siglo XI, la popularidad de san Narciso va creciendo y acabará sustituyendo al santo patrón de Gerona antes de la invasión de los francos, San Félix de Gerona, quien vino de África con San Cucufato, y que sufrió el martirio en 304 en la ciudad de Gerona.

## Festividad y patronazgo
Su festividad se celebra el 29 de octubre. 
Es el patrono de las ciudades de Augsburgo y de Gerona. En esta última, se celebran en su honor las fiestas mayores de la ciudad y su comarca.